# NGC 4949
NGC 4949 (również PGC 45161) – galaktyka spiralna z poprzeczką (SBb/P), znajdująca się w gwiazdozbiorze Warkocza Bereniki. Odkrył ją Heinrich Louis d’Arrest 19 kwietnia 1865 roku.